# Plumarella diadema
Plumarella diadema is een zachte koralensoort uit de familie van de Primnoidae. De wetenschappelijke naam van de soort is voor het eerst geldig gepubliceerd in 2006 door Cairns.